# Mark 84 (bombe)
La Mark 84 (Mk 84) est une bombe dite d'usage général, à effet de souffle et à éclats (bombe à fragmentation), non guidée et à faible traînée, d'une masse de 907 kg et en service depuis 1970. Elle fait partie de la famille de bombes américaines Mark 80 développées dans les années 1950. En 2014, l'unique fabricant de corps de bombe de la série Mark 80 aux États-Unis est General Dynamics, elle est fabriquée sous licence dans d'autres pays.
En explosant, la Mk. 84 génère plus de 14 000 fragments qui s'éparpillent dans un rayon de 1 000 m.
Elle peut être convertie en bombe guidée, avec les prêts-à-monter de guidage laser Paveway 2 et Paveway 3, ou encore avec des prêts-à-monter AASM de propulsion et guidage GPS/inertiel ou imageur infrarouge ou encore laser de Safran. Depuis 2017, ARESIA (ex-Rafaut) et EURENCO développent en France une bombe équivalente, la BA84,.